# Tubinga
Tubinga (em alemão Tübingen, AFI: [ˈtyːbɪŋən], ouvirⓘ) é uma cidade da Alemanha localizada no distrito de Tubinga, região administrativa de Tubinga, estado de Baden-Württemberg.
Tübingen é famosa pela sua universidade e a quantidade de estudantes nas ruas. Aqui, encontram-se todas as nacionalidades, vivendo juntamente num bairro chamado "Waldhäuser Ost" (WHO), onde há casas reservadas para estudantes internacionais.

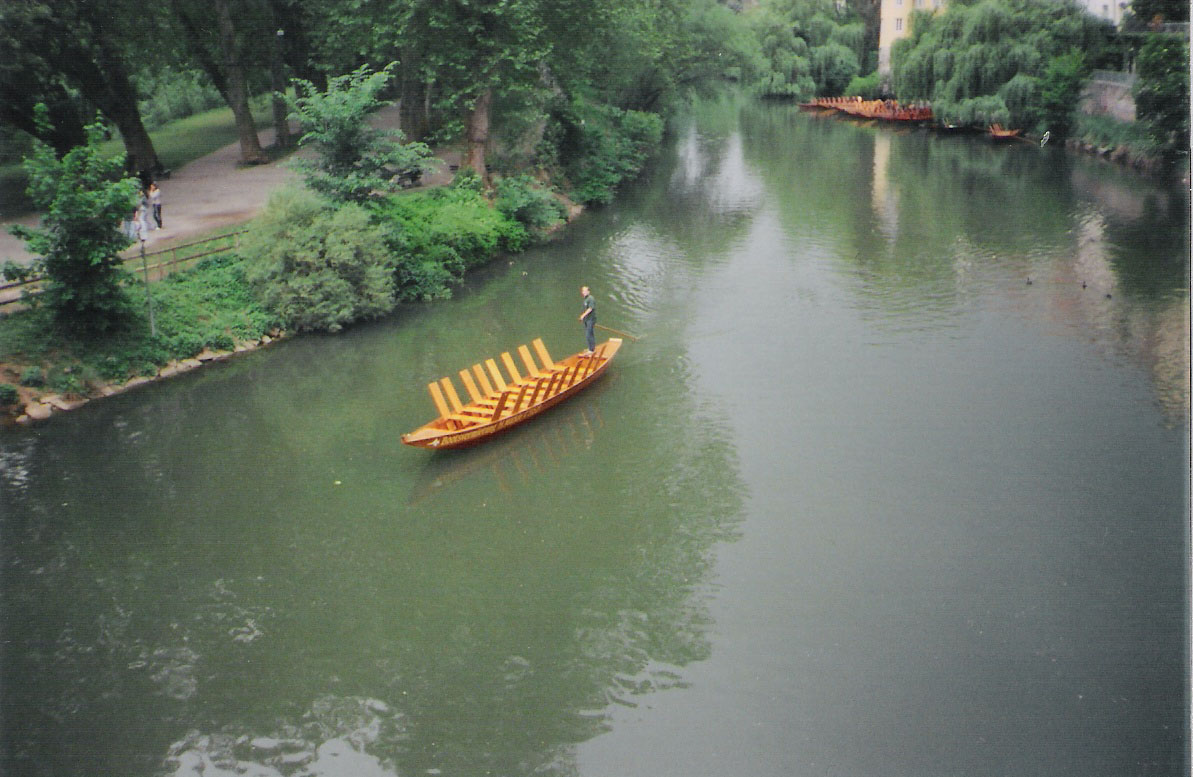
Tubinga
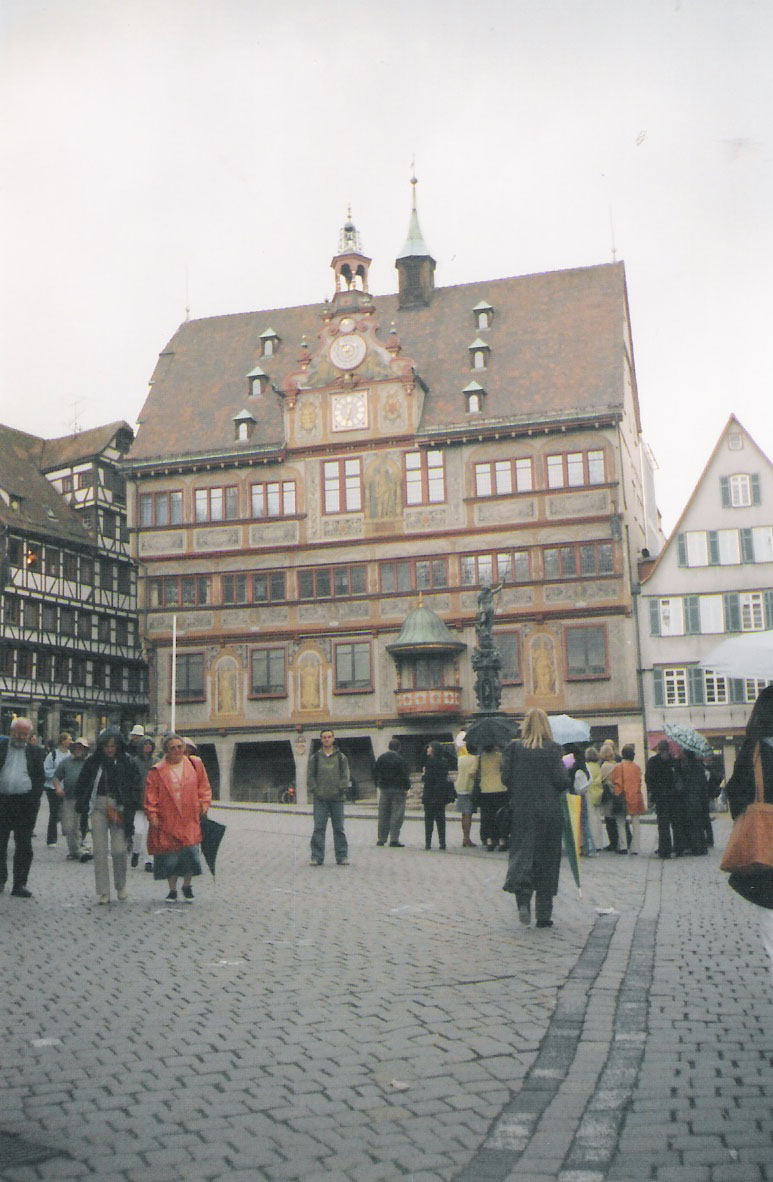
Prefeitura de Tubinga